# Villa Salviati
La villa Salviati, ou villa del Ponte alla Badia est une villa, située à Florence (Toscane).

## Histoire
Au XIVe siècle, le château de Montegonzi était à cet emplacement, construit sur un terrain appartenant déjà au Del Palagio. En 1445, Arcangelo Montegonzi le vend à Alamanno Salviati, qui fait réduire le château à une villa avec un jardin et un bois. En 1490, les neveux d'Alamanno partageant la propriété de son oncle, donnèrent la villa à Jacopo Salviati, liée à Laurent de Médicis. En 1493, de nouveaux travaux de restructuration considérables furent entrepris, auxquels participa peut-être Giuliano da Sangallo et qui durèrent environ une décennie. Giovan Francesco Rustici a participé aux travaux qui, entre 1522 et 1526, ont créé pour la villa une série de tondi en terre cuite comportant des sujets mythologiques (comme Apollo et Marsia ou Giove et Bellerofonte).
La villa passa par la suite aux Aldobrandini-Borghese et le 30 décembre 1844, elle fut achetée « avec un portail fermé » (c'est-à-dire avec tout le mobilier) par l'Anglais Arturo Vansittard. Puis il passe au ténor Giovanni Matteo De Candia dit Mario, qui l'habite avec sa femme, la soprano Giulia Grisi, chez le banquier suédois Gustaf Hagerman (en) et finalement, en 1901, chez les Turri.

### Siège des Archives historiques de l'Union européenne (depuis 2000)

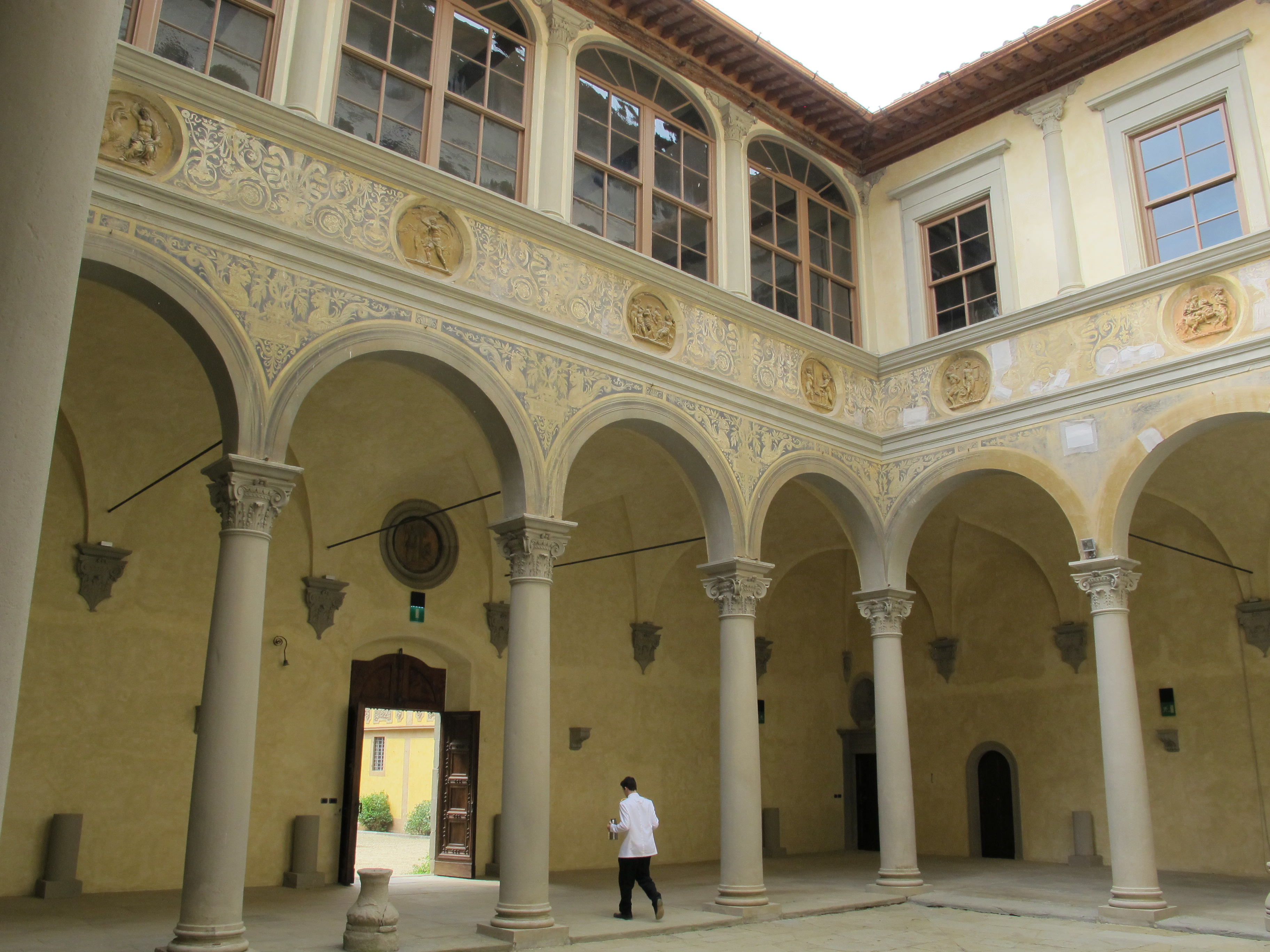
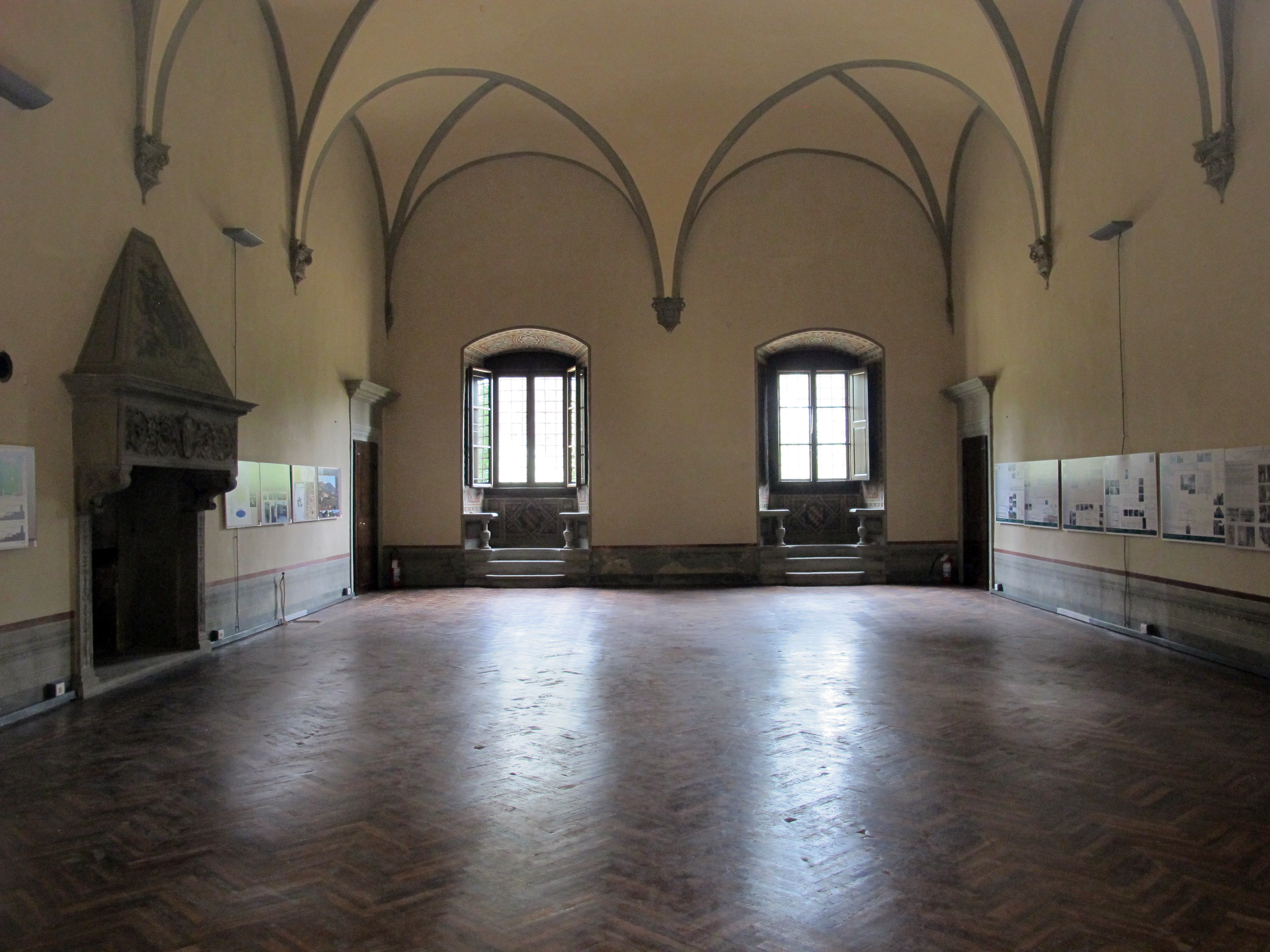
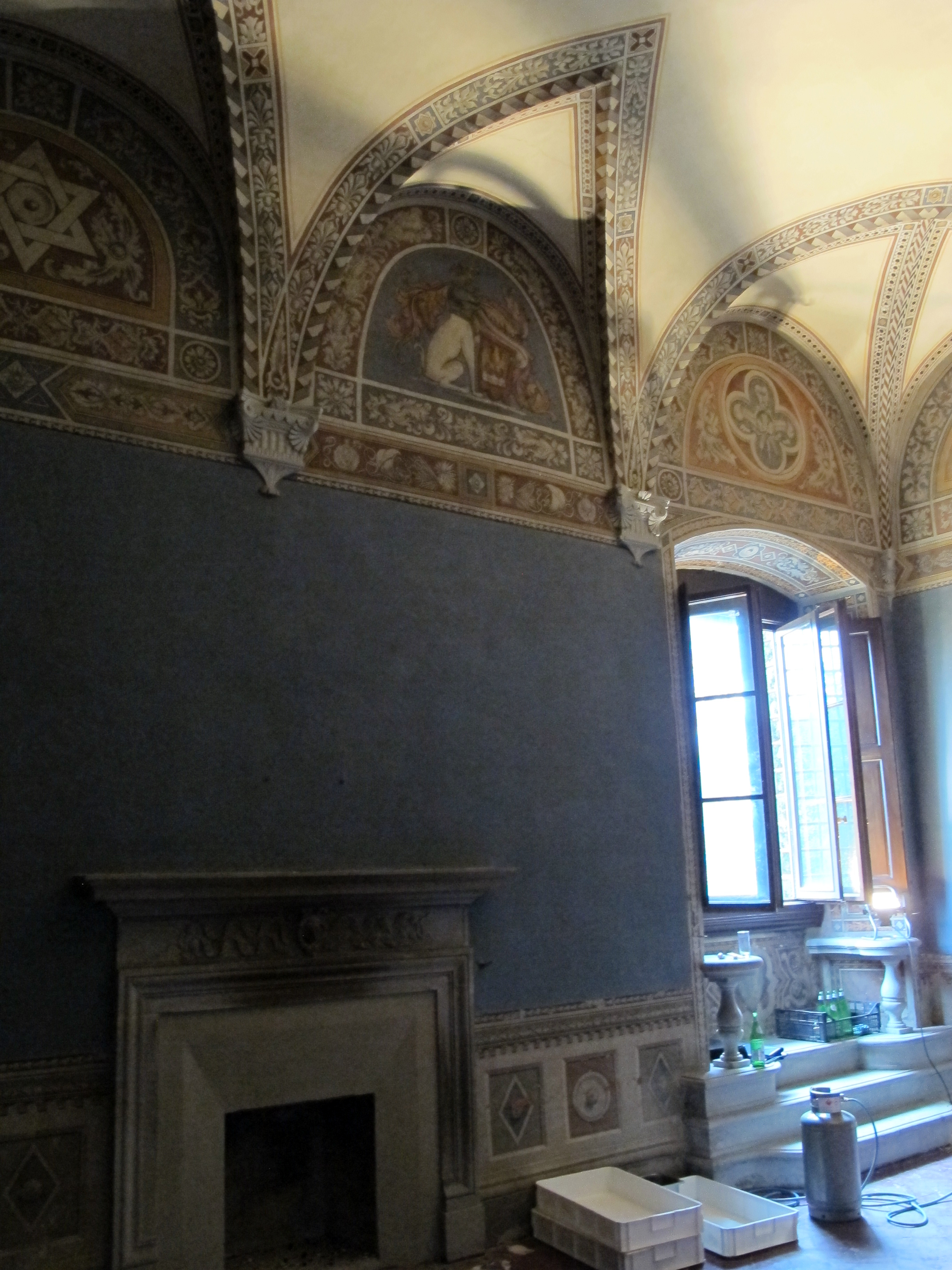

En 2000, le complexe monumental et ses jardins ont été achetés par le gouvernement italien pour être destinés à l'Institut universitaire européen, qui en a fait le siège des Archives historiques de l'Union européenne. Parmi les différents documents qu'elles contiennent, on retrouve notamment des documents officiels des pères fondateurs de l'Union, comme ceux d'Alcide De Gasperi, de Paul-Henri Spaak, d'Altiero Spinelli ou encore d'Ernesto Rossi.

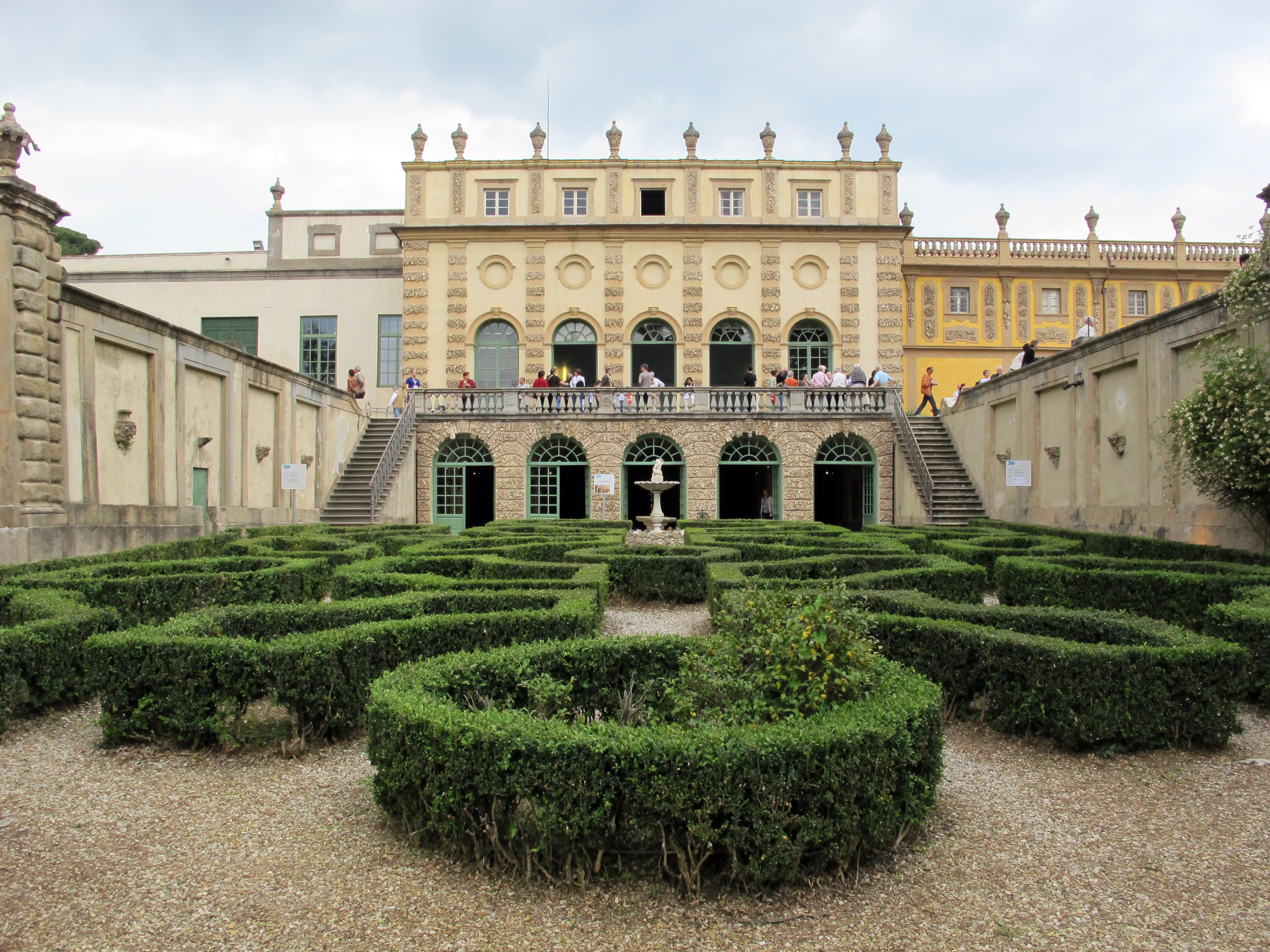
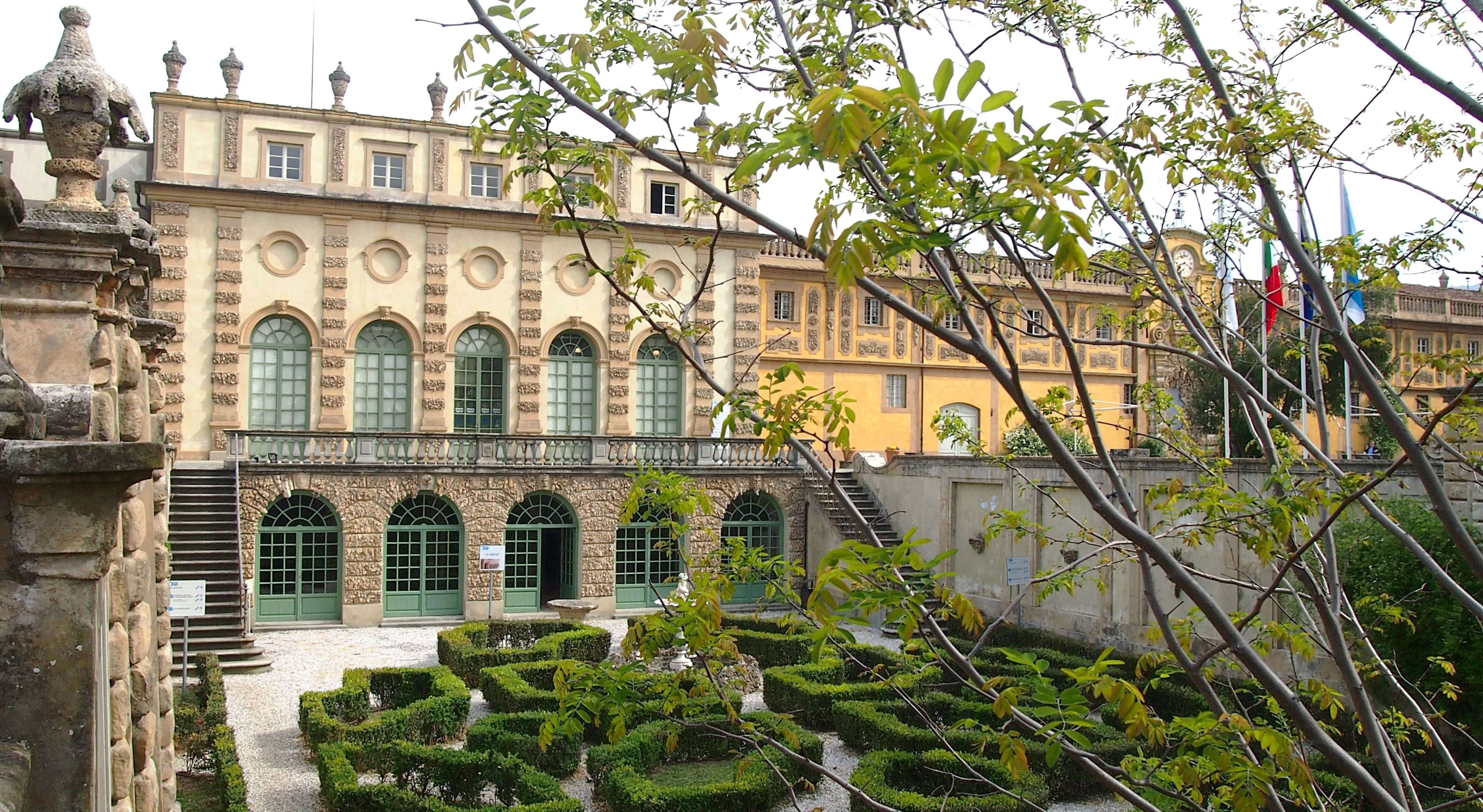
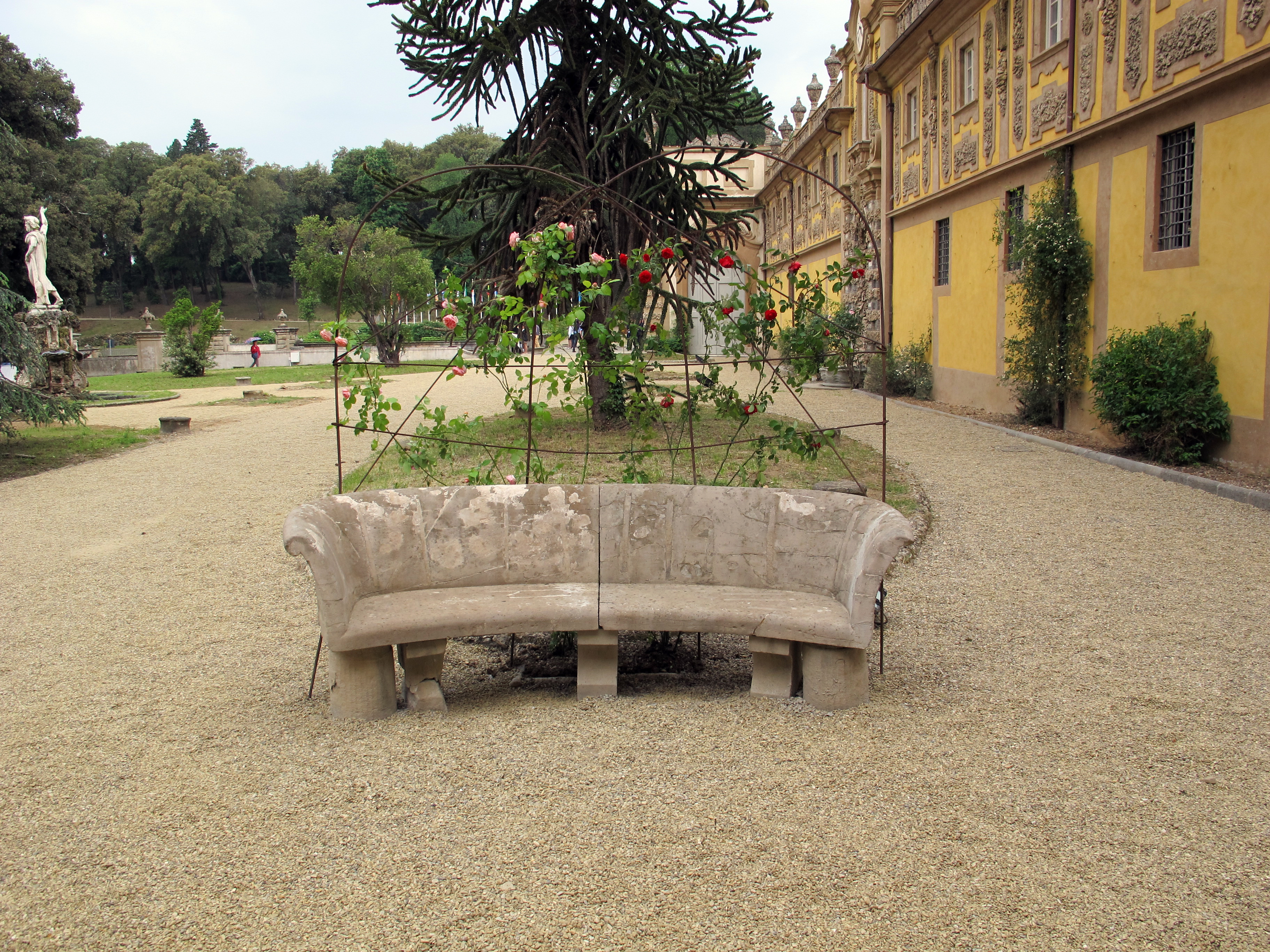
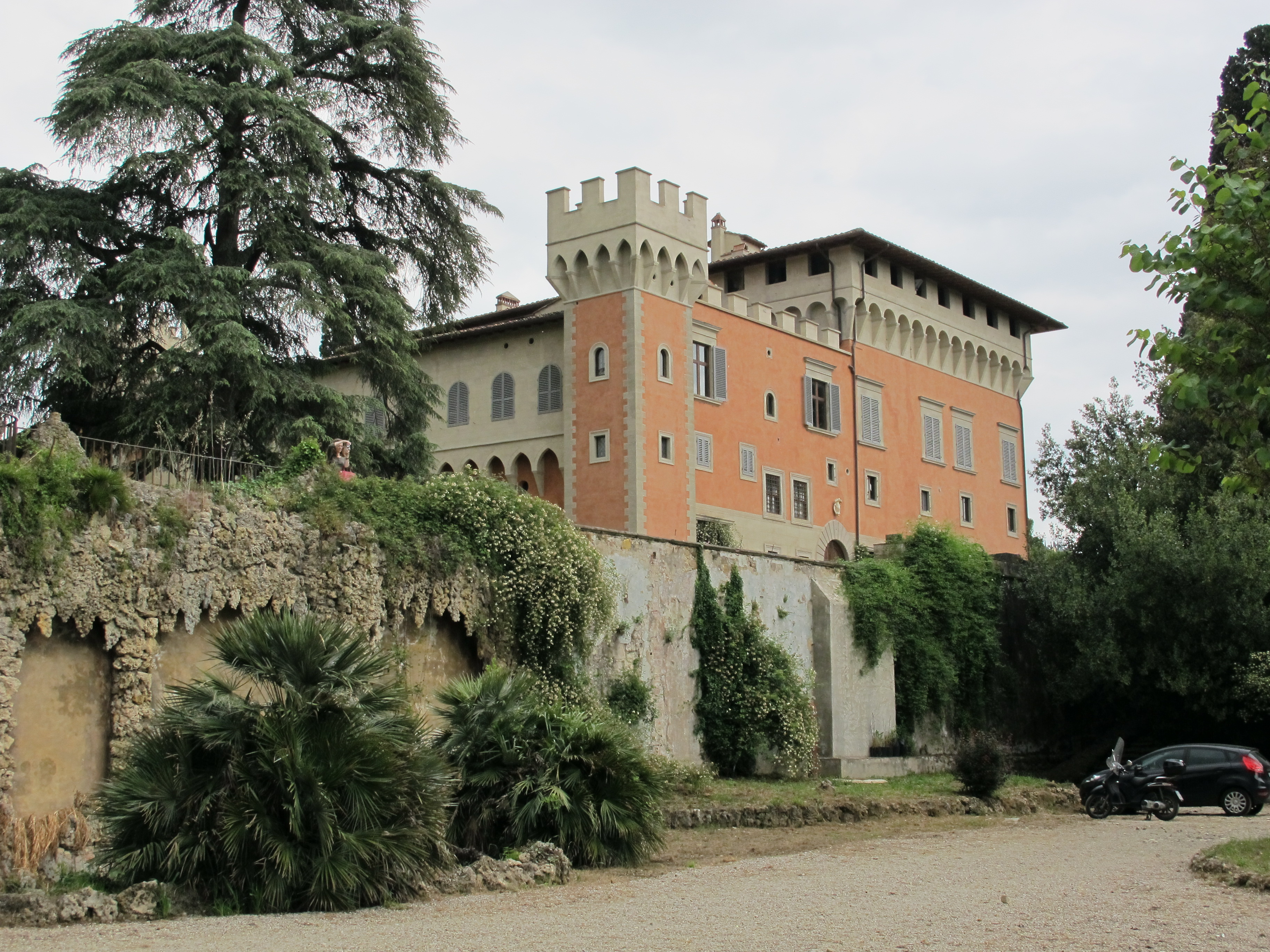
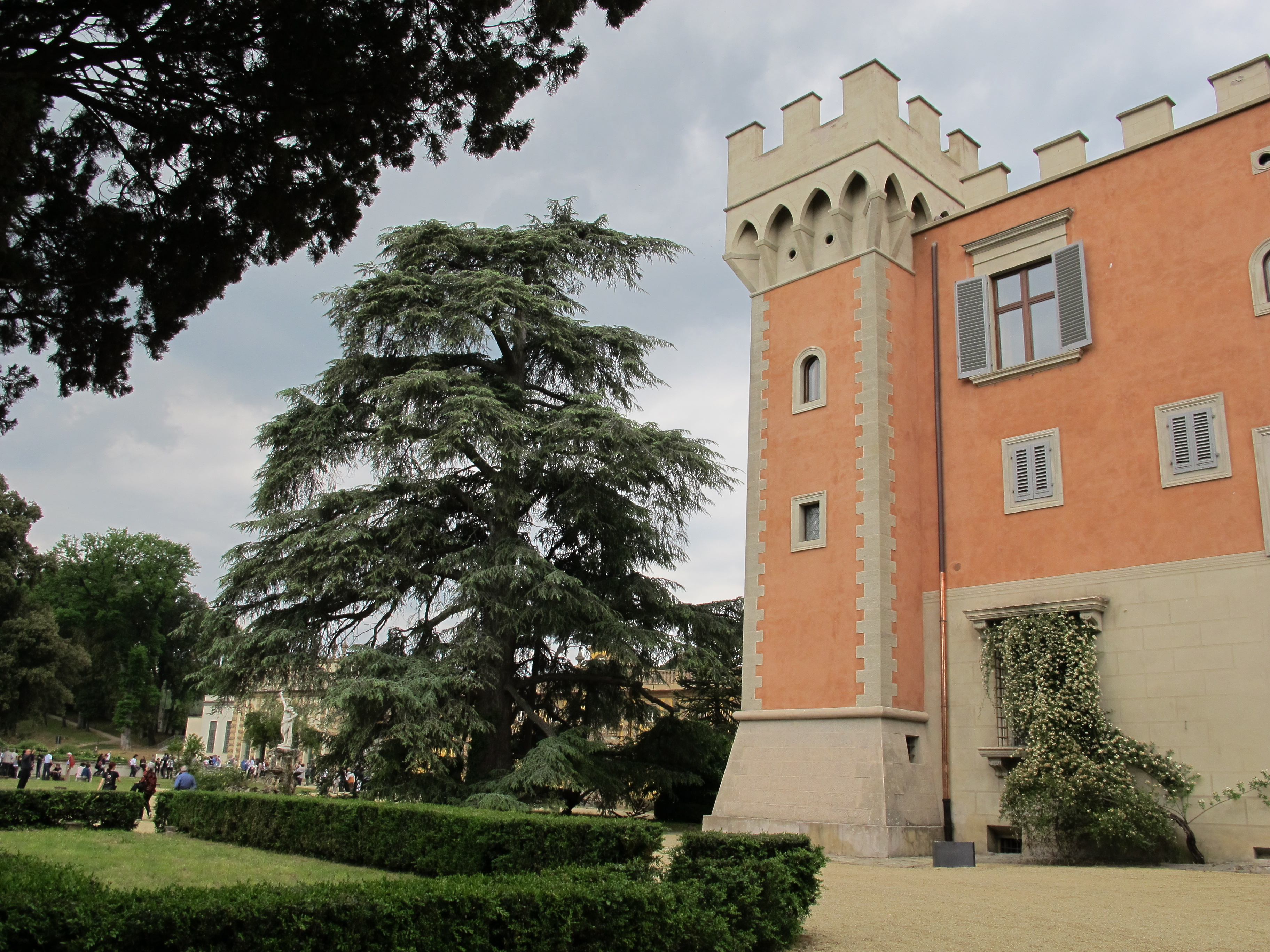
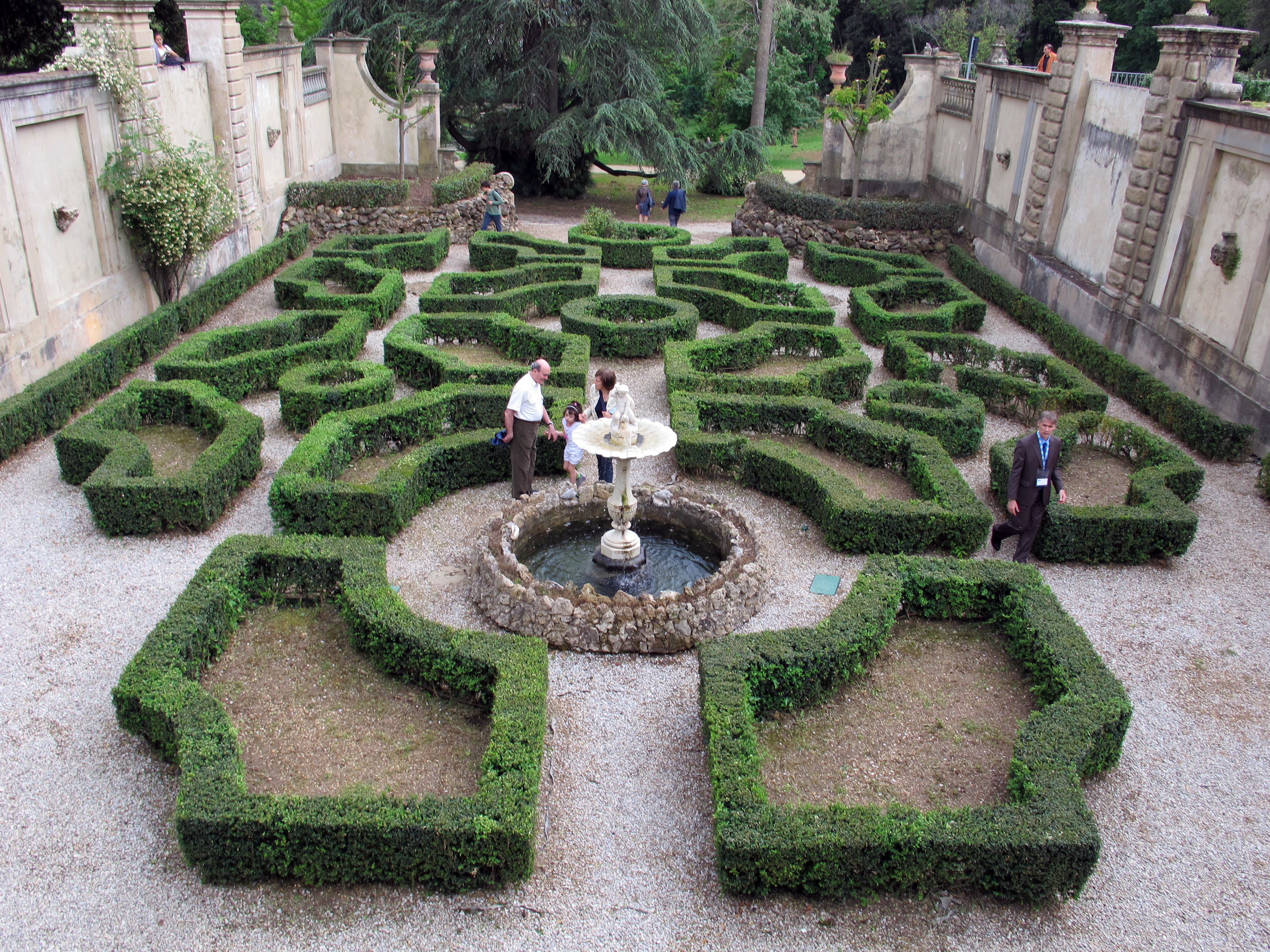
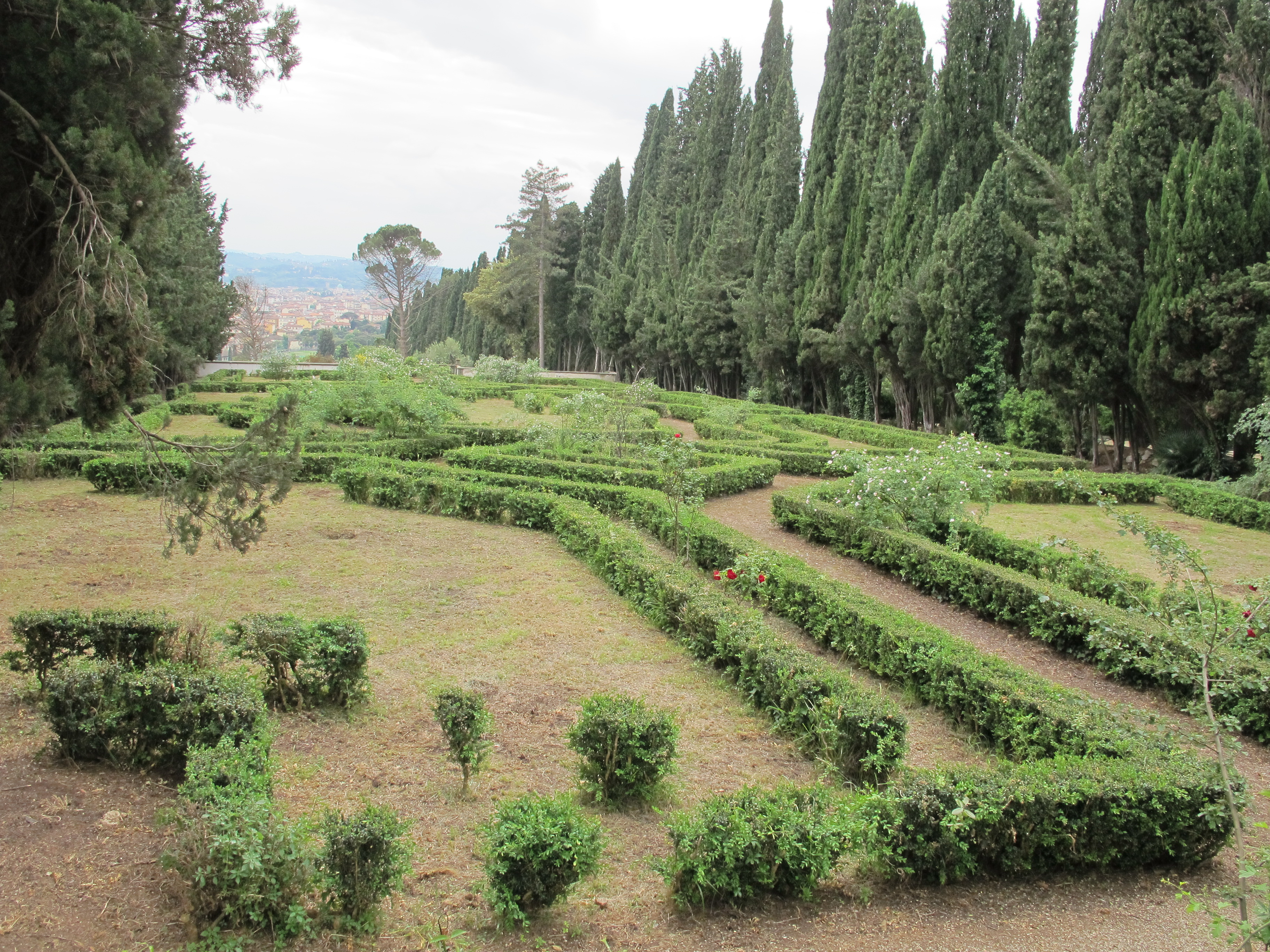